# Пометкино
Пометкино — деревня в Островском районе Псковской области. Входит в состав Воронцовской волости.
Расположена на правом берегу реки Черёха, в 35 км к востоку от города Остров и в 15 км к северо-востоку от волостного центра, села Воронцово. Севернее, на противоположном прибрежье Черёхи, находится деревня Острейково.
Постоянное население по состоянию на 2000 год в деревне отсутствовало.
До 2005 года деревня входила в состав ныне упразднённой Шаркуновской волости с центром в д. Погорелка.